# 謝思琪
謝 思琪（簡体字中国語: 谢 思琪、しゃ しき、シェ・スーチー、1997年3月 -）は、中華人民共和国のソフトテニス選手。

## 来歴
成都市武侯区出身。
9歳からテニスを始め、成都体育学院に入学後、全国大会で頭角を現す。2018年10月に硬式から軟式に転向し、2019世界選手権シングルスで優勝。中国人として史上二人目の世界チャンピオン。

## 四大国際大会戦績
- 2019世界ソフトテニス選手権　シングルス金メダル[3]　ミックスダブルス銅メダル[4]